# Ernst Hamburger
Ernst Wolfgang Hamburger (Berlim, 8 de junho de 1933 - São Paulo, 4 de julho de 2018) foi um físico e divulgador científico brasileiro, nascido na Alemanha.

## Biografia
De família judia, imigrou com seus pais para o Brasil quando tinha três anos. Seu pai era juiz e sua mãe, Charlotte Hamburger, fundou em São Paulo o Lar das Crianças, inicialmente voltado para crianças judias e hoje aberto a todos.
Ele casou-se com a também cientista e física Amélia Hamburger, sua colega na universidade. O casal teve cinco filhos, entre eles o cineasta Cao Hamburger.

## Carreira acadêmica
Graduou-se em física em 1954, na Universidade de São Paulo (USP), onde começou a lecionar logo depois de se formar. Ainda durante o curso de graduação, trabalhou no laboratório do acelerador eletrostático van der Graaff, que estava sendo construído sob orientação de Oscar Sala. Hamburger seguiu carreira acadêmica, doutorando-se pela Universidade de Pittsburgh em 1959. Em seguida fez parte de equipe de professores do Instituto de Física da USP, do qual foi igualmente diretor. Foi também um dos idealizadores do Instituto de Estudos Avançados dessa mesma universidade.
Aposentado como professor universitário, foi diretor da Estação Ciência da Universidade de São Paulo, um museu científico interativo. Foi ainda o criador do Projeto Clicar de inclusão digital para crianças, adolescentes e terceira idade, patrocinado pela Petrobrás.
Foi membro do Centro de Pesquisa, Inovação e Difusão Científica em Neuromatemática (NeuroMat).

## Morte
Ernst morreu em São Paulo, em 4 de julho de 2018, devido a um linfoma.

## Prêmios
Recebeu o Prêmio Kalinga da UNESCO em 2000, por seu trabalho na divulgação e popularização da ciência. Recebeu, no Brasil, o Prêmio José Reis de Divulgação Científica e a medalha da Ordem Nacional do Mérito Científico, e é membro da Academia Brasileira de Ciências.
Em dezembro de 2013 recebeu o título de Cidadão Paulistano, outorgado pela Câmara Municipal de São Paulo, "em reconhecimento à sua carreira e esforços para a difusão do conhecimento científico".

## Principais artigos publicados
- Neutron proton residual interactions in the Y89(d,p)Y90 reaction. Physical Review Letters. vol. 4 , p. 223 - 224 (1963)
- The Nb93(d,t)Nb92 reaction. Anais da Academia Brasileira de Ciências. vol. 36 , p. 399 - 402 (1964)
- Direct compound interference at an isobaric analogue resonance in deuteron stripping. Physical Review Letters. vol. 19 , p. 36 - 39 (1967)
- A Física Nuclear em um quarto de século: da Conferência de Pittsburgh (1957) a Florença (1983). Atas da VIII Reunião de Trabalho sobre Física Nuclear. p. 169 - 218 (1985)